# Iridoidi

Struttura chimica dell'iridomirmecina

Gli iridoidi sono una classe di metaboliti secondari che si trovano in una grande varietà di piante e in alcuni animali. Sono monoterpeni biosintetizzati a partire dall'isoprene e sono spesso intermedi nella biosintesi di alcaloidi. Chimicamente gli iridoidi di solito consistono in un anello ciclopentano fuso ad un anello esatomico eterociclico contenente ossigeno. La struttura chimica è esemplificata dall' iridomirmecina, una sostanza chimica difensiva prodotta da formiche del genere Iridomirmex, da cui il nome iridoidi. La rottura di un legame sull'anello ciclopentano dà luogo a una sottoclasse nota come secoiridoidi, classe cui appartengono l'oleuropeina e l'amarogentina. Gli iridoidi sono tipicamente presenti nelle piante come glicosidi, il più delle volte legati a glucosio.